# El Lebrijano
Juan Peña Fernández, connu sous son nom de scène El Lebrijano, est un musicien et chanteur espagnol  de flamenco (8 août 1941-13 juillet 2016)).

## Biographie
Juan Peña Fernández, né le 8 août 1941 à Lebrija, province de Séville, est membre de la famille gitane Perrate de Lebrija, à laquelle appartenait sa mère María Fernández Granados, dite La Perrata. 
En 1976, El Lebrijano met en chanson Persecución, fruit d'une collaboration avec le poète Félix Grande, auquel il rendra en 2015 un hommage radiophonique basé sur la même œuvre à la suite de son décès intervenu en 2014.
José Manuel Caballero Bonald a notamment écrit les paroles de son album ¡Tierra!.
Il meurt à Séville le 13 juillet 2016.